# Elliott 6m

Ilustração da classe Elliott 6m

Elliott 6m é um barco de quilha de classe olímpica, projetado pelo neozelandês Greg Elliott. Foi selecionada para o evento de match racing feminino das Olimpíadas de 2012. O Elliott 6m carrega uma vara de spinnaker e um spinnaker simétrico que são considerados mais adequados para match racing.
Mesmo a folha principal, partindo de um carro deslizante sobre uma barra de folha localizada na popa, corre ao longo da lança e retorna do pé do mastro em direção ao centro da cabine em um túnel, para não obstruir durante manobras rápidas e frequentes em jogo corrida.